# 기시 내친왕 (1224년)
기시/아키코 내친왕(일본어: 曦子内親王 ぎし（あきこ）ないしんのう[*], 겐닌 원년 (1224년) - 고초 2년 8월 21일 (1262년 10월 5일))은 가마쿠라 시대의 황족이다. 츠치미카도 천황의 황녀로, 어머니는 미나모토노 아리마사의 딸 (오오미야노츠보네)이다. 이세 재궁이고, 고사가 천황의 준모이자 황후궁이고, 후에 여원이다. 원호는 센카몬인(仙華門院)이다.

## 생애
간겐 2년 12월 16일 (1245년 1월 15일) 내친왕 선하를 받았고, 이복오빠인 고사가 천황의 즉위에 따라 같은 날 21세의 나이로 재궁에 복정되었다. 간겐 3년 8월 13일 (1245년 9월 5일), 사콘에후에 첫 재원에 들어가, 같은 해 9월 17일 (10월 9일), 노노미야로 옮겼다. 간겐 4년 1월 29일 (1246년 2월 16일), 고사가 천황의 양위로 군행을 하지 않고 직을 내려놓았다. 호지 2년 8월 8일 (1248년 8월 27일), 고사가 천황의 준모로 황후에 책봉되었다. 겐초 3년 3월 27일 (1251년 4월 19일)에 원호 산하를 받고, 센카몬인 (仙華門院)이라 칭했다. 고초 2년 8월 21일 (1262년 10월 5일), 39세의 나이로 사망했다.